# Aleksandar Gahs
Aleksandar Karlo Gahs (Požega, 10. srpnja 1891. – Zagreb, 1. prosinca 1962.) hrvatski je teolog i etnolog svjetskog glasa te prvi predavač etnoloških kolegija na nekom od hrvatskih sveučilišta.

## Životopis
Rođen je 10. srpnja 1891. godine u Požegi u obitelji Antuna i Suzane Gahs (r. Lenner). U izvorima se njegovo ime i prezime pojavljuje u različitim inačicama (Aleksandar, Alexandar, Gas, Gahs), a pretpostavlja se da je podrijetlom bio Nijemac ili Austrijanac (u tadašnjim se popisima stanovništva još uvijek ne bilježi nacionalna pripadnost). Bio je đak požeške gimnazije i pohađao studij medicine u Beču, no studij je prekinuo te na kraju u Zagrebu diplomirao na Bogoslovnom fakultetu. Za svećenika biva zaređen 1915. godine te narednih nekoliko godina provodi na službi u Hrvatskoj Kostajnici, Kutjevu, Zagrebu i Krapini, nakon čega odlazi u Lyon na specijalizaciju iz teologije. U Beč će se vratiti 1921. godine gdje na specijalizaciji iz etnologije i povijesti religije upoznaje Wilhelma Schmidta, utemeljitelja kulturnopovijesne metode u etnologiji. Pod njegovim će utjecajem tu metodu i prihvatiti te postati njegovim suradnikom. Po povratku iz Beča Gahs postaje profesor na Katedri za povijesti religije Bogoslovnog fakulteta u Zagrebu na kojoj ostaje do umirovljenja 1960. godine. Autor je brojnih rasprava i studija (poglavito na temu prakulture, ezoterije, magije, šamanizma), a osim u Hrvatskoj bio je i međunarodno angažiran (na seminarima, kongresima, u strukovnim organizacijama i dr.).

## Izbor iz djela
- Studija o ezoterijskim kultovima i ljudskim žrtvama
- Žrtvovanje glave, lubanje i drugih kostiju kod naroda sobova (1928.)